# And who but I should be
And who but I should be er en musikfilm instrueret af Jørgen Roos, der også har skrevet filmens manuskript af samme.

## Handling
Den professionelle go-go pige Joan portrætteres. Young Flowers synger "And who but I should be"